# Peter Bernstein

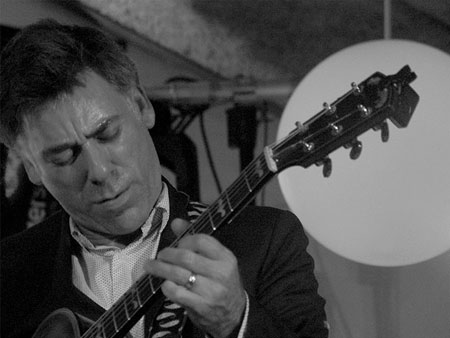
Peter Bernstein
Foto von Hreinn Gudlaugsson

Peter Bernstein (* 3. September 1967 in New York City) ist ein amerikanischer Gitarrist des Modern Jazz.

## Leben und Wirken
Bernstein erhielt ab dem achten Lebensjahr Klavierunterricht und wechselte mit 13 Jahren zur Gitarre, wobei er sich das Instrument zunächst autodidaktisch beibrachte. Er studierte an der Rutgers University Jazz bei Ted Dunbar und Kenny Barron und schloss seine Studien an der New School in New York City ab, wo er auch Jim Hall traf, mit dem er 1990 auf dem JVC Jazz Festival spielte. Seit diesem Jahr spielte er auch als Sideman von Lou Donaldson. Weiterhin spielte er mit Joshua Redman, Melvin Rhyne, Diana Krall, Larry Goldings, Bill Stewart, Jimmy Cobb, Lee Konitz, Roy Hargrove, Tom Harrell, Joe Lovano, Jack McDuff, Dr. Lonnie Smith, Eric Alexander, Brad Mehldau, Christian McBride, Mike LeDonne, Yvonnick Prené, Ben Paterson oder Steve Davis (Bluesthetic, 2022). In Deutschland trat er auch mit dem Trio von Martin Sasse und im Duo mit Joachim Schönecker (Album Dialogues 2009) auf.
Bisher hat Bernstein an über 60 CD-Aufnahmen mitgewirkt und auf zahlreichen Festivals und Konzerten gespielt. Als Bandleader hat er fünf Alben auf Criss Cross veröffentlicht; 2009 erschien ein mit seinem Trio eingespieltes Monk-Album. 2008 wurde Bernstein Mitglied von The Blue Note 7, einem anlässlich des 70. Geburtstages von Blue Note Records gegründeten Septetts. Anfang der 2010er-Jahre arbeitete Bernstein mit einem Quartett aus Donald Vega, Dezron Douglas und Billy Drummond. Nach Signs Live! (2017) legte er 2020 das Album What Comes Next (Smoke Sessions) vor, an dem Sullivan Fortner, Peter Washington und Joe Farnsworth mitgewirkt katten, gefolgt von Better Angels (2024), mit Brad Meldau, Vincente Archer und Al Foster.
Peter Bernstein unterrichtete an der Juilliard School, dem Berklee College of Music, der North Texas State University, dem Jazzprogramm der New School und am Amsterdamer Konservatorium.